# 奧羅莫解放軍
奥罗莫解放军（英語：Oromo Liberation Army，簡稱OLA，簡稱WBO）是一个活跃在埃塞俄比亚的武装反对派团体。其主要由和平协议前的OLF的前武装成员组成，他们选择继续与政府进行武装斗争。現時，埃塞俄比亚政府认为OLF是一个合法政党，但OLA是一个恐怖组织， 尽管OLA被指控继续充当OLF的武装派别。埃塞俄比亚政府拒绝使用其选择的名称来称呼OLA，而是将其称为Shene（直译：「五」 )，或OLF-Shene 。
OLA被埃塞俄比亚政府指控法外处决。OLA否认了这些指控。